# Maria, Principesă a României (1870-1874)
Acest articol se referă la unicul copil al Regelui Carol I al României. Pentru informații legate de Regina României, soția Regelui Ferdinand I, vezi Regina Maria a României. Pentru informații legate de a doua fiică a Regelui Ferdinand I, soția Regelui Alexandru I al Iugoslaviei, vezi Regina Maria a Iugoslaviei. Pentru informații legate de cea mai tânără fiică a Regelui Mihai I, vezi Maria, Principesă a României.
Principesa Maria a României (născută principesă de Hohenzollern-Sigmaringen, 27 august/8 septembrie 1870, Palatul Cotroceni, București – 28 martie/9 aprilie 1874, Castelul Peleș, Sinaia) a fost singurul copil al regelui Carol I și al reginei Elisabeta ai României. În calitate de primă principesă a României, a fost remarcată încă din copilărie pentru dezvoltarea sa intelectuală precoce. 
Principesa Maria a fost botezată în rit ortodox de către Mitropolitul Calinic Miclescu, conform tradițiilor religioase ale țării.  
În anul 1873, a însoțit pe părinții săi într-o călătorie în Germania, unde a fost prezentată rudelor princiare ale casei de Hohenzollern-Sigmaringen. Personalitatea sa precoce și firea afectuoasă au stârnit admirația și afecțiunea acestora. Cu toate acestea, principesa (alintată în familie cu numele „Itty”) manifesta adesea dorința de a se întoarce în România, exprimându-și în mod repetat dorul de casă și de București. 
În contextul unei epidemii de scarlatină care afecta capitala, principesa Maria a contractat boala în București și a fost ulterior transferată la Castelul Peleș în speranța unui tratament eficient. Cu toate eforturile depuse, aceasta s-a stins din viață la vârsta de doar trei ani și jumătate. 
Inițial, a fost înmormântată la Palatul Cotroceni, însă în anul 1916, odată cu decesul reginei Elisabeta, rămășițele sale pământești au fost exhumate și reînhumate alături de cele ale mamei sale, la Mănăstirea Curtea de Argeș.
Regele Carol I și regina Elisabeta nu au avut alți copii. Conform legislației din epocă, influențată de principiile legii salice, principesa Maria nu ar fi putut accede la tronul României, succesiunea fiind rezervată exclusiv descendenților de sex masculin.